# Tetragonula iridipennis
Tetragonula iridipennis är en biart som först beskrevs av Smith 1854.  Tetragonula iridipennis ingår i släktet Tetragonula och familjen långtungebin. Inga underarter finns listade.

## Utseende
Ett litet bi; arbetaren har en kroppslängd av knappt 4 mm, och en vinglängd på omkring 4 mm; hanen är obetydligt längre. Kroppen är brunsvart till svart, med antenner som hos arbetaren huvudsakligen är orange till rödbruna, någon gång mörkbruna. Hos hanen är de vanligen mörkare, rödbruna till brunsvarta. Mellankroppen har fyra tydliga, behårade tvärband. Käkarna är jämnfärgat rödbruna.

## Ekologi
Släktet Tetragonula tillhör de gaddlösa bina, ett tribus (Meliponini) av sociala bin som saknar fungerande gadd. De har dock kraftiga käkar, och kan bitas ordentligt. Boet skyddas aggressivt av arbetarna.
Senare forskning (2007, 2010) har konstaterat en nära släktskap mellan Tetragonula iridipennis och i första hand Tetragonula pagdeni, men även Tetragonula clypearis och Tetragonula minor, men något definitivt resultat om deras taxonomiska ställning har ännu inte (2013) framkommit.

## Utbredning
Arten är framför allt en indisk art (den har bland annat påträffats i delstaten Karnataka) men förekommer även på Sri Lanka.